# Dianpisaura lizhii
Dianpisaura lizhii là một loài nhện trong họ Pisauridae.
Loài này thuộc chi Dianpisaura. Dianpisaura lizhii được miêu tả năm 2000 bởi Zhang.